# Delahaye 15 CV
Der Delahaye 15 CV war eine Pkw-Modellreihe des französischen Automobilherstellers Delahaye. Dabei stand das CV für die Steuer-PS. Zu dieser Modellreihe gehörten: 
- Delahaye Type 94 (1923–1926)
- Delahaye Type 102 (1927–1931)